# Bolacothrips jordani
Bolacothrips jordani (лат.) — вид трипсов из подсемейства Thripinae. Эндемик Европы. Типовой вид рода Bolacothrips.

## Распространение
Европа, в том числе: Россия (Калининградская область), Украина.

## Описание
Мелкие трипсы длиной около 1 мм: самки от 1430 до 1640 мкм, самцы — от 1070 до 1250 мкм. Тело, в основном жёлтое, кроме светло-коричневых последних сегментов брюшка. Усики состоят из 7 сегментов. Максиллярные щупики 3-члениковые. На голове 2 пары длинных оцеллярных щетинок. На переднеспинке две пары заднеугольных щетинок. Растения-хозяева: лисохвост, вейник, ежа сборная (Злаки).